# Diagram Posselta

Diagram Posselta – tor ruchu punktu siecznego w płaszczyźnie strzałkowej widziany z lewej strony.

Diagram Posselta – diagram obrazujący drogę punktu siecznego w trakcie granicznych ruchów żuchwy.
Na diagramie Posselta oznacza się charakterystyczne punkty (w nawiasie podano litery zastosowane na schematach obok i poniżej):
- teoretyczny środkowy punkt głowy żuchwy w stawie (S),
- zwarcie centryczne
  - maksymalne zaguzkowanie zębów bocznych (M),
  - dotylne zwarciowe położenie żuchwy (C),
- maksymalna protruzja (P),
- maksymalne odwiedzenie żuchwy przy czystym ruchu rotacyjnym w stawie (SSŻ) (R),
- maksymalne odwiedzenie żuchwy (O),
- nawykowy tor odwodzenia żuchwy
  - pozycja spoczynkowa, podczas rozluźnienia mięśni żucia (X),
- maksymalna laterotruzja (L).

Diagram Posselta w trzech płaszczyznach
płaszczyzna strzałkowa
płaszczyzna czołowa
płaszczyzna pozioma